# جوزفین (آلاباما)
جوزفین (به انگلیسی: Josephine) یک منطقهٔ مسکونی در ایالات متحده آمریکا است که در شهرستان بالدوین، آلاباما واقع شده‌است. جوزفین ۳٫۰۵ متر بالاتر از سطح دریا واقع شده‌است.